# Konsulat Generalny Rzeczypospolitej Polskiej w Królewcu
Konsulat Generalny Rzeczypospolitej Polskiej w Królewcu (ros. Генеральное консульство Республики Польша в Калининграде, niem. Polnisches Generalkonsulat in Königsberg) – polska placówka konsularna działająca w Królewcu. Podległy jej okręg konsularny obejmuje obwód królewiecki Federacji Rosyjskiej.

## Historia
W latach 1919–1939 w Królewcu działał Konsulat Generalny RP, powołany celem reprezentowania spraw polskich w Prusach Wschodnich (Ostpreußen) w dwóch z trzech rejencji prowincji: królewieckiej i gąbińskiej. W 1923 placówce nadano rangę konsulatu generalnego. Od tego czasu podlegały jej urzędy konsularne w Ełku, Kwidzynie i Olsztynie. Do 1938 do zadań Konsulatu Generalnego RP w Królewcu należała też opieka nad Polonią w sąsiedniej Litwie. Został zlikwidowany wskutek II wojny światowej.
Do koncepcji polskiej placówki konsularnej w obwodzie królewieckim, nawiązującej tradycją do KG RP w Królewcu, powrócono po zakończeniu zimnej wojny. Powołano ją do życia w 1992 pod nazwą Konsulat Generalny Rzeczypospolitej Polskiej w Kaliningradzie. 26 maja 2023 nazwę urzędu zmieniono na Konsulat Generalny Rzeczypospolitej Polskiej w Królewcu.

## Kierownicy konsulatu
- 1920 – Konstanty Tchórznicki, konsul
- 1920–1921 – Stanisław Srokowski, konsul generalny
- 1921–1922 – Eugeniusz Rozwadowski, konsul generalny
- 1922–1927 – Zygmunt Merdinger, konsul/konsul generalny
- 1927–1929 – Roman Adam Staniewicz, konsul
- 1929–1932 – Kazimierz Papee, konsul generalny
- 1932 – Stanisław Głuski, wicekonsul
- 1932–1933 – Tomasz Morawski, konsul/konsul generalny
- 1933–1935 – Konstanty Jeleński, konsul generalny
- 1935–1936 – Mieczysław Marchlewski, konsul generalny
- 1936 – Roland Węckowski, attaché
- 1936–1939 – Jerzy Warchałowski, konsul generalny
- 1992 – Marek Krajewski, przedst. MSZ
- 1992–1994 – Jerzy Bahr, konsul generalny
- 1994–1995 – Henryk Piaszczyk, p.o. kierownik konsulatu, przedst. MSZ
- 1995–1996 – Jan Kostrzak, konsul generalny
- 1996–1997 – Michał Wincenty Żórawski, p.o. kierownik konsulatu
- 1997–2002 – dr Andrzej Janicki-Rola, konsul generalny
- 2002–2008 – Jarosław Czubiński, konsul generalny
- 2008 – Andrzej Perlik, p.o. konsula generalnego
- 2008–2014 – Marek Gołkowski, konsul generalny
- 2014–2017 – Marcin Nosal, konsul generalny
- listopad 2017 – 2018 – Agnieszka Marczak(inne języki), p.o. konsula generalnego
- 30 stycznia 2018 – 2025 – Anna Nowakowska, konsul generalna
- od 2025 – Janusz Jabłoński, p.o. konsula generalnego

## Siedziba
Początkowo urząd mieścił się przy Neue Dammgasse 20 (obecnie Новый вал – jedna z nielicznych w Królewcu, która zachowała swoją przedwojenną nazwę). W 1923 kosztem 10 mln marek kupiono kamienicę przy Mittel-Tragheim 24 (obecnie Пролетарская ул.), oddając ją do użytku sześć lat później.  Adres konsulatu nie zmienił się do wybuchu II wojny światowej.
Po 1992 siedziba mieściła się w hotelu „Kaliningrad” (гостиница „Калининград”) przy prospekcie Leninowskim 81 (Ленинский пр-т). W 1994 konsulat zlokalizowano w budynku dotychczasowego urzędu miasta (здание горисполкома) przy ul. Kutuzowa 43–45 (ул. Кутузова). Obecną siedzibę wybudowano w latach 1995–1998 przy al. Kasztanowej 51 (Каштановая аллея).